# Таттл, Ларин
Лари́н Таттл (англ. Lurene Tuttle; 29 августа 1907, Плезант-Лейк, Индиана — 28 мая 1986, Энсино, Калифорния) — американская актриса.

## Биография
Ларин Таттл родилась 29 августа 1907 года в Плезант-Лейке (штат Индиана, США). После того как Ларин вместе со своей семьёй переехала в Южную Калифорнию, она заинтересовалась актёрской игрой и вскоре начала играть в водевиле.

## Карьера
Ларин дебютировала в кино в 1934 году, сыграв роль стенографистки в фильме «Встань и не унывай!». Всего до своей смерти в 1986 году, Таттл сыграла в 178-ми фильмах и телесериалах, включая роль миссис Чэмберс в фильме «Психо» (1960). Также помимо ролей в кино она была известна работой на радио.
8 февраля 1960 года Ларин получила две «звезды» на Голливудской «Аллее славы» за вклад в киноиндустрию и радио.

## Личная жизнь
В 1928—1945 года Ларин была замужем за актёром Мелвиллом Руиком (1898—1972). В этом браке Таттл родила своего единственного ребёнка — дочь Барбару Джоан Руик (23.12.1930—03.03.1973).
В 1950—1956 года Ларин была замужем за Фредериком В. Коулом.

## Смерть
78-летняя Ларин скончалась 28 мая 1986 года после продолжительной борьбы с раком в Энкино (штат Калифорния, США). Таттл пережила своего единственного ребёнка, дочь Барбару, на 13 лет, но у неё осталось трое внуков, Дженнифер (род.1956), Марк (род.1958) и Джозеф (род.1960), и один правнук.

## Избранная фильмография
| Год       |   | Русское название          | Оригинальное название       | Роль                                                                           |
| --------- | - | ------------------------- | --------------------------- | ------------------------------------------------------------------------------ |
| 1934      | ф | Встань и не унывай!       | Stand Up and Cheer!         | стенографистка                                                                 |
| 1948      | ф | Макбет                    | Macbeth                     | дворянка/одна из трёх ведьм                                                    |
| 1952      | ф | Можно входить без стука   | Don't Bother to Knock       | Рут Джонс                                                                      |
| 1953      | ф | Ниагара                   | Niagara                     | миссис Кеттеринг                                                               |
| 1953      | с | Я люблю Люси              | I Love Lucy                 | президент клуба                                                                |
| 1955      | ф | Хрустальный башмачок      | The Glass Slipper           | кузина Лулу                                                                    |
| 1957      | ф | Сладкий запах успеха      | Sweet Smell of Success      | Лоретта Барта                                                                  |
| 1957      | ф | Клевета                   | Slander                     | миссис Дойл                                                                    |
| 1958—1966 | с | Перри Мейсон              | Perry Mason                 | Анна Хаузер/Саретт Уинслоу/Эмма Бэйли/Сара Брил/Джозефин Кемптон/Хенни МакЛеод |
| 1960      | ф | Психо                     | Psycho                      | миссис Чэмберс                                                                 |
| 1960—1973 | с | Дымок из ствола           | Gunsmoke                    | миссис Камберс/Анна Уилсон                                                     |
| 1964      | с | Сумеречная зона           | The Twilight Zone           | секретарша                                                                     |
| 1966      | ф | Азарт удачи               | The Fortune Cookie          | мать Гарри                                                                     |
| 1967      | с | Бонанза                   | Bonanza                     | миссис Катлер                                                                  |
| 1972      | с | Шоу Мэри Тайлер Мур       | The Mary Tyler Moore Show   | Белла Суонн                                                                    |
| 1975—1976 | с | Маленький домик в прериях | Little House on the Prairie | Агнес Молсон/Анна Симмс                                                        |
| 1977      | с | Женщина-полицейский       | Police Woman                | мисисс Волуша                                                                  |
| 1978      | с | Ангелы Чарли              | Charlie's Angels            | миссис Мачлин                                                                  |
| 1978      | ф | Маниту                    | The Manitou                 | миссис Херц                                                                    |
| 1978—1979 | с | Остров фантазий           | Fantasy Island              | Мэри Эмери/Этель Смолл                                                         |
| 1979      | с | Придурки из Хаззарда      | The Dukes of Hazzard        | бабуля Энни                                                                    |
| 1981      | с | Супруги Харт              | Hart to Hart                | Милли                                                                          |
| 1982      | с | Династия                  | Dynasty                     | Кейт Торренс                                                                   |
| 1982      | с | Лодка любви               | The Love Boat               | леди в чёрном                                                                  |
| 1984      | с | Сент-Элсвер               | St. Elsewhere               | мать Эллен                                                                     |
| 1985      | с | Она написала убийство     | Murder, She Wrote           | Агнес Кокрен                                                                   |
| 1985      | с | Удивительные истории      | Amazing Stories             | Хэрриет Уэндз                                                                  |